# Zaljevska bobica (biljni rod)
Zaljevska bobica (lat. Morella), biljni rod u porodici voskovki. Rod Morella izdvojen a je iz roda Myrica na temelju morfologije cvjetanja i plodova te anatomije stabljike i lista.i lokalno je poznata kao zaljevska bobica (bayberry).Kao tipična vrsta označena je M. rubra Loureiro 1790, a uključeno je 44 priznate vrste zimzelenog grmlja. Rod je raširen po Američkom, azijskom i afričkom tlu' neke od vrsta su zaljevska bobica (Morella pensylvanica), kalifornijska zaljevska bobica (M. californica) i voštana mirta (M. cerifera)

## Vrste
1. Morella adenophora (Hance) J.Herb.
2. Morella arborea (Hutch.) Cheek
3. Morella brevifolia (E.Mey. ex C.DC.) Killick
4. Morella cacuminis (Britton & P.Wilson) Berazaín & Falcón
5. Morella californica (Cham.) Wilbur
6. Morella caroliniensis (Mill.) Small
7. Morella cerifera (L.) Small
8. Morella chevalieri Parra-Os.
9. Morella chimanimaniana Verdc. & Polhill
10. Morella cordifolia (L.) Killick
11. Morella dentulata (Baill.) Comb. ined.
12. Morella diversifolia Killick
13. Morella esculenta (Buch.-Ham. ex D.Don) I.M.Turner
14. Morella faya (Aiton) Wilbur
15. Morella funckii (A.Chev.) Parra-Os.
16. Morella holdridgeana (Lundell) Wilbur
17. Morella humilis (Cham. & Schltdl.) Killick
18. Morella inodora (W.Bartram) Small
19. Morella integra (A.Chev.) Killick
20. Morella integrifolia (Roxb.) Vashi, Shankar & A.K.Misra
21. Morella javanica (Blume) I.M.Turner
22. Morella kandtiana (Engl.) Verdc. & Polhill
23. Morella kraussiana (Buchinger) Killick
24. Morella lindeniana (C.DC.) S.Knapp
25. Morella microbracteata (Weim.) Verdc. & Polhill
26. Morella nana (A.Chev.) J.Herb.
27. Morella parvifolia (Benth.) Parra-Os.
28. Morella pavonis (C.DC.) Parra-Os.
29. Morella pensylvanica (Mirb.) Kartesz
30. Morella phanerodonta (Standl.) Wilbur
31. Morella picardae (Krug & Urb.) Wilbur
32. Morella pilulifera (Rendle) Killick
33. Morella pringlei (Greenm.) Wilbur
34. Morella pubescens (Humb. & Bonpl. ex Willd.) Wilbur
35. Morella punctata (Griseb.) J.Herb.
36. Morella quercifolia (L.) Killick
37. Morella rivas-martinezii A.Santos & J.Herb.
38. Morella rotundata (Steyerm. & Maguire) Parra-Os.
39. Morella rubra Lour.
40. Morella salicifolia (Hochst. ex A.Rich.) Verdc. & Polhill
41. Morella serrata (Lam.) Killick
42. Morella shaferi (Urb. & Britton) Berazaín & Falcón
43. Morella singularis (Parra-Os.) Parra-Os.
44. Morella spathulata (Mirb.) Verdc. & Polhill